# Método de Abelès
Na física o método de Abelès é usado para a medida do índice de refração de filmes finos homogêneos e transparentes. O método se baseia na medida das reflectâncias totais de um feixe de luz p-polarizada (TM) das interfaces ar - substrato e ar - filme - substrato.